# 中林久子
中林 久子（なかばやし ひさこ、1967年 - ）は、日本の海上保安官、階級は一等海上保安監(乙)。
女性海上保安官のトップランナーとして、「女性初」の海上保安署長、海上保安部長、管区海上保安本部部長、本庁広報室長、大型巡視船船長を歴任しており、航空基地長就任時には将官にまで登り詰める。

## 経歴
宮崎県延岡市出身。1991年に海上保安大学校を卒業した。巡視船うらがの乗船員になる。海上保安庁の報道係長を務め、北朝鮮の工作船事件のマスコミ対応にあたる。
2006年、水島海上保安部航行安全課長。
2011年、第四管区海上保安本部交通部企画調整官、
2012年、横浜海上保安部の巡視船「いず」の運用司令長。警備救難業務の指揮を担う。
2015年、木更津海上保安署長
2017年、串木野海上保安部長
2019年、第四管区海上保安本部交通部長
2021年海上保安庁海洋情報部情報利用推進課水路通報室長
2022年、海上保安庁総務部政務課政策評価広報室長
2023年、横浜海上保安部さがみ船長
2024年4月、第五管区海上保安本部関西空港海上保安航空基地長。2025年4月名古屋海上保安部長。